# Pohorileț, Rojneativ
Pohorileț (în ucraineană Погорілець) este un sat în comuna Spas din raionul Rojneativ, regiunea Ivano-Frankivsk, Ucraina.

## Demografie
Componența lingvistică a localității Pohorileț
     Ucraineană (99,34%)
     Alte limbi (0,66%)
Conform recensământului din 2001, majoritatea populației localității Pohorileț era vorbitoare de ucraineană (99,34%), existând în minoritate și vorbitori de alte limbi.